# Djeli Moussa Diawara
Pour les articles homonymes, voir Diawara.
 (février 2012).
Si vous disposez d'ouvrages ou d'articles de référence ou si vous connaissez des sites web de qualité traitant du thème abordé ici, merci de compléter l'article en donnant les références utiles à sa vérifiabilité et en les liant à la section « Notes et références ».
Djeli Moussa Diawara, né en 1962 à Kankan, joueur de kora, est un compositeur et chanteur guinéen.

## Biographie
Djeli Moussa Diawara (aussi connu sous le nom Jali Musa Jawara) est né dans une famille de griots. Son père est balafoniste, sa mère choriste. Son demi-frère maternel n'est autre que Mory Kanté. La tradition veut qu'il devienne lui aussi « jali » ou « djeli », terme mandingue pour « griot ».
Il apprend le balafon, la kora et la guitare.
À la fin des années 1970, Djeli Moussa rejoint Abidjan, Côte d'Ivoire et y joue avec son demi-frère qui vient de s'éloigner du légendaire Super Rail Band.
Il démarre ensuite sa carrière solo, travaille avec Djenne Doumbia, un excellent chanteur qui rejoindra plus tard le groupe de Salif Keita.
En 1983, sort son premier LP Yasimika, considéré encore aujourd'hui comme une référence en matière de musique africaine.
Après de nombreux faux départs, il rejoint Paris où son travail est reconnu par la presse et le public français.
L'album Flamenkora qui sort à la fin des années 1990 propose une musique riche et diverse, mêlant les racines du flamenco à celles, traditionnelles, de Djeli Moussa, et offrant une combinaison de rythmes latins avec le chant de l'ancien Empire mandingue.
En 2000, Djeli Moussa enregistre l'album Ocean Blues - from Africa to Hawaï avec Bob Brozman, très bien reçu par la critique,.
Il a depuis fondé le groupe Kora Jazz Trio, auquel se sont joints Abdoulaye Diabaté au piano et Moussa Cissoko aux percussions. Il compose une bonne partie des titres du groupe, principalement ceux où il chante, en plus de jouer de la Kora et parfois de la guitare. Le groupe a sorti 3 albums à ce jour (Part I, II & III). Il quitte Kora Jazz Trio en 2011 pour raisons personnelles.
Chanteur et musicien, Djeli Moussa utilise une kora à 32 cordes, modèle unique modifié à sa demande pour pouvoir jouer les gammes mineures et majeures qui manquent à l'instrument traditionnel, doté de seulement 21 cordes.
Resté très proche des rythmes traditionnels, Djeli Moussa a su en parallèle développer de multiples styles musicaux : salsa, flamenco, blues et jazz.
Depuis son premier LP solo en 1983, il a fait de très nombreuses tournées et a travaillé sur scène ou en studio avec de nombreux artistes internationalement reconnus comme Ali Farka Touré, Carlos Santana, Manu Dibango, Janice deRosa (nl), Stephan Eicher ou Cheick Tidiane Seck.

## Discographie
En solo
- 1983 : Yasimika (LP - réédité aux USA en 1991)
- 1988 : Soubindoor (World Circuit)
- 1992 : Cimadan
- 1996 : Sobindo
- 1998 : Flamenkora
- 2000 : Ocean Blues - from Africa to Hawaï avec Bob Brozman
- 2006 : Sini
- 2010 : Yasimika (Abidjan 1982), réédition remastérisée du tout premier album
- 2011 : Yékéké (Paris 2010)

Avec Kora Jazz Trio
- 2003 : Part I
- 2005 : Part II
- 2008 : Part III

Autres participations
- 1985 - Johnny Copeland - composition et interprétation du titre Djeli, Djeli Blues sur l'album Bringin’ It All Back Home
- 1996 - Album Keltiafrica, le mystère celte rencontre la magie africaine, sorti en 2004, avec Doudou N'diaye Rose, Gilles Servat, Papa Wemba... - voix et Kora sur plusieurs titres
- 1996 - Stephan Eicher - Kora sur le titre Dis Moi Où de l'album (1000 Vies)
- 2005 - BOF du film d'animation de Michel Ocelot Kirikou et les Bêtes sauvages - Kora et voix
- 2006 - BOF du film d’Éliane de Latour Après l’océan - composition et interprétation du titre Kanta
- 2009 - Mayra Andrade Stória, stória...